# Nearshore
Nearshore (cercano al borde o fronterizo) es un tipo de subcontratación o externalización frecuentemente llamada staffing (del inglés) de una actividad con salarios más bajos que en el país de origen, que se encuentra relativamente cerca en la distancia y/o el huso horario. El cliente espera beneficiarse de una o varias de las siguientes construcciones de proximidad: geográficas, temporales, culturales, lingüísticas, económicas, políticas, o de vínculos históricos.
El trabajo de servicio que se origina puede ser un proceso de negocio o de desarrollo logístico. 
Al igual que la deslocalización, el término "fronteriza" (adaptación al castellano de la terminología anglosajona "nearshore") fue originalmente utilizado en el contexto de la pesca y otras actividades marítimas y más tarde adaptada por el mundo de los negocios. 
La intención principal de la utilización de servicios nearshore es la de aumentar la capacidad instalada de una organización de manera acelerada, para cubrir las necesidades de un proyecto. Por ejemplo, una organización Las Vegas requiere desarrollar un software para el cuál integrará a 65 ingenieros, diseñadores, probadores y administradores del proyecto, una forma de agilizar este proceso es contratar a una firma nearshore que ofrezca el equipo remoto desde la ciudad de Tijuana, donde se integrarán profesionales calificados en un tiempo corto.

## Aspectos importantes
Los aspectos más destacados de la tercerización en modalidad de nearshore son: 
- Se comparten husos horarios.
- Una relativa cercanía geográfica.
- Integración cultural entre las sociedades de las partes que interactúan.
- Educación universitaria y técnica de calidad superior al mercado local en la región del proveedor.

## Esquema de trabajo
Se terceriza el trabajo técnico de una organización, de esta forma su capacidad instalada incrementa de manera exponencial en un corto periodo de tiempo. Cada uno de los colaboradores asignados a la cuenta está dedicado completamente al proyecto del contratante, como lo haría un empleado directo, pero física y legalmente se encuentra en otra ubicación geográfica.

## Industrias
Las industrias más beneficiadas por los servicios Nearshore son las de trabajos especializados, generalmente en regiones integradas culturalmente con sus mercados meta, o bien, a las cuáles se les facilita la interacción con 